# Le Sanglot de l'homme blanc
Ne doit pas être confondu avec Le Sanglot de l'homme noir ou Larmes de femmes blanches.
 (décembre 2015).
Le Sanglot de l’homme blanc. Tiers-Monde, culpabilité, haine de soi est un essai polémique écrit par le philosophe, romancier et essayiste français Pascal Bruckner en 1983.

## Contenu
Ce livre est consacré à ce que l’auteur décrit comme le sentimentalisme tiers-mondiste d’une frange de la gauche occidentale qui, toujours selon l’auteur, se complait dans une auto-culpabilisation à bon compte,. L’ouvrage, qui a participé du vaste mouvement de remise en question du tiers-mondisme français au tournant des années 1970-1980, a exercé une influence certaine sur des auteurs tels que Maurice G. Dantec ou Michel Houellebecq.
Le titre de l'essai reprend le poème de l'écrivain britannique Rudyard Kipling, Le Fardeau de l'homme blanc publié en 1899, qui apparaît comme une injonction intimant à l'homme blanc le devoir de civiliser, de subvenir aux besoins et d'administrer les populations colonisées (le « fardeau » pouvant être à la fois ces populations, et le devoir en lui-même).

## Publications
- Pascal Bruckner, Le Sanglot de l'homme blanc, Éditions du Seuil, coll. « Histoire immédiate », Paris, 1983  (ISBN 202006491X)
  - Réédition, éditions du Seuil, coll. « Points », Paris, 2002  (ISBN 2020551179)